# Підполковник (Велика Британія)
Підполковник (англ. Lieutenant colonel, скорочення Lt Col) — ранг у британській армії та Королівській морській піхоті який також використовують у багатьох країнах Співдружності. Звання йде після майора та передує полковнику. У Королівському флоті йому відповідає звання командер, а у Королівських ВПС і багатьох ВПС країн Співдружності — вінг-командер.
Відзнакою рангу у британській армії і морській піхоті є корона над 4-променевою зіркою "Лазні", яка більш відома під назвою англ. «pip». Корона змінювалася при різних монархах; зараз використовується Корона Св. Едварда. Більшість країн Співдружності використовують такі самі відзнаки або з гербом держави замість корони. 
У сучасних збройних силах Великої Британії командиром полку або батальйону є підполковник.
З 1 квітня 1918 до 31 липня 1919 Королівські ВПС використовували ранг підполковника. Він був замінений на звання вінг командер.

## Історичні відзнаки

Наплічна відзнака з 1810 по 1855
Відзнака на комірці з 1856 по 1867
Відзнака на комірці з 1867 по 1880
Наплічна відзнака з 1881 по 1902
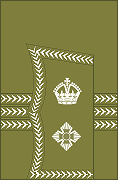
Нарукавна відзнака з 1902 по 1920